# Wiesław Gruszecki
Wiesław Ignacy Gruszecki – polski biofizyk, dr hab. nauk biologicznych, profesor Instytutu Fizyki Wydziału Matematyki, Fizyki i Informatyki Uniwersytetu Marii Curie-Skłodowskiej w Lublinie.

## Życiorys
26 kwietnia 1993 habilitował się na podstawie pracy zatytułowanej Formy zagregowane wiolaksantyny i cykl wiolaksantynowy. 18 marca 1999 uzyskał tytuł profesora nauk fizycznych. Został zatrudniony na stanowisku dyrektora w Instytucie Fizyki na Wydziale Matematyki, Fizyki i Informatyki Uniwersytetu Marii Curie-Skłodowskiej w Lublinie.
Jest członkiem prezydium Komitetu Biologii Molekularnej Komórki PAN, członkiem Komisji Podstaw i Zastosowań Fizyki i Chemii w Technice, Rolnictwie i Medycynie Oddziału Polskiej Akademii Nauk w Lublinie, prorektorem Uniwersytetu Marii Curie-Skłodowskiej w Lublinie, członkiem zarządu Polskiego Towarzystwa Biofizycznego.
Był zastępcą przewodniczącego i członkiem Komitetu Biochemii i Biofizyki PAN, a także prezesem  Polskiego Towarzystwa Biofizycznego.
Awansował na stanowisko profesora w Instytucie Fizyki na Wydziale Matematyki, Fizyki i Informatyki Uniwersytetu Marii Curie-Skłodowskiej w Lublinie.